# Stefanos Douskos
Stefanos Douskos, auch Stefanos Ntouskos (griechisch Στέφανος Ντούσκος, * 29. März 1997 in Ioannina), ist ein griechischer Ruderer. Bei den Olympischen Sommerspielen 2020 wurde er Olympiasieger im Einer. Bei den Europameisterschaften 2022 in München und den Europameisterschaften 2023 in Bled belegte er den 2. Platz im Einer.

## Karriere
Stefanos Douskos hatte seinen ersten internationalen Start 2014 als 17-Jähriger bei den U23-Weltmeisterschaften in Varese. Zusammen mit Ioannis Petrou belegte er im Leichtgewichts-Doppelzweier den zweiten Platz im B-Finale, so dass sie den Wettkampf auf dem achten Platz beendeten. Anschließend starteten die beiden auch bei der Junioren-Weltmeisterschaft in Hamburg. Dieses Mal gelang es ihnen, sich im Doppelzweier für das A-Finale zu qualifizieren. Im Finale fuhren sie dann als Sechste über die Ziellinie. 2015 trat er zusammen mit Spyridon Giannaros bei den Europameisterschaften im Doppelzweier an. Mit dem sechsten Platz im B-Finale beendeten sie den Wettbewerb auf dem 12. Platz. Im Juli gab er dann in Luzern sein Debüt im Ruder-Weltcup. Beim dritten Weltcup der Saison startete er im Leichtgewichts-Vierer ohne Steuermann. Zusammen mit Ioannis Petrou, Georgios Konsolas und Eleftherios Konsolas belegte er den vierten Platz im C-Finale und damit in der Endabrechnung Platz 16. Bei den U23-Weltmeisterschaften konnte er dann seine erste internationale Medaille gewinnen. Im Leichtgewichts-Zweier ohne Steuermann belegte er mit Ioannis Petrou den dritten Platz hinter den Booten aus Italien und der Türkei. Zum Abschluss der Saison wechselten er wieder zurück in den Leichtgewichts-Vierer ohne Steuermann. Bei den Weltmeisterschaften belegte er mit Spyridon Antonis, Konstantinos Vardakas und Konstantinos Mantzios den vierten Platz im C-Fiale und damit den 16. Platz.
Zu Beginn der Saison 2016 trat er im Leichtgewichts-Vierer ohne Steuermann bei der europäischen Qualifikationsregatta für die Olympischen Sommerspiele 2016 an. Zusammen mit Ioannis Petrou, Spyridon Giannaros und Thomas Karamitros belegte er hinter den Russen und den Deutschen den dritten Platz und verpasste damit knapp die Qualifikation. Nach der Veröffentlichung des McLaren-Reports und der Aufdeckung von Staatsdoping in Russland entschied der Weltruderverband FISA in seiner Sitzung am 26. Juli 2016 alle russischen Sportler zu disqualifizieren, die nicht außerhalb von Russland getestet worden waren. Davon waren auch drei Sportler aus dem Leichtgewichts-Vierer ohne Steuermann betroffen, so dass Russland abmelden musste und das griechische Boot als Teilnehmer an der Ruderregatta bei den Spielen nachrückte. Bei den Olympischen Spielen konnten die Griechen dann im Vorlauf das deutsche Boot schlagen und sich mit dem dritten Platz direkt für das Halbfinale A/B der Besten 12 Boote qualifizieren. Im Halbfinale belegten sie erneut den dritten Platz und qualifizierten sich damit für das A-Finale, wo sie dann den sechsten Platz belegten. Ende August startete er dann erneut mit Ioannis Petrou im Leichtgewichts-Zweier ohne Steuermann bei den U23-Weltmeisterschaften. Dieses Mal konnten die beiden die Silbermedaille hinter den Schweizern gewinnen. Im Jahr darauf wechselte er in die offene Gewichtsklasse. Zusammen mit Angelos Giannatzis, Apostolos Giannatzis und Ninos Nikolaidis startete er im Vierer ohne Steuermann bei der Europameisterschaft 2017. Die vier gewannen das C-Finale und beendeten den Wettkampf auf dem 13. Platz.
2018 gewann er mit Christos Stergiakas den Titel im Doppelzweier bei den Mittelmeerspielen. Im Juli belegte er mit Spyridon Kalentzis den vierten Platz im Zweier ohne Steuermann bei den U23-Weltmeisterschaften. Bei der anschließenden Weltmeisterschaft startete er wieder mit Christos Stergiakas im Doppelzweier. Die beiden belegten den vierten Platz im C-Finale, womit sie den Wettbewerb auf Platz 16 beendeten. Anfang September gewannen die beiden zum Abschluss der Saison den Titel im Doppelzweier bei den U23-Europameisterschaften. Im Jahr 2019 startete er bei den Europameisterschaften im Doppelzweier. Gemeinsam mit Spyridon Kalentzis gewann er das C-Finale und belegte damit den 13. Platz. Anschließend wechselte er in den Einer und ging in dieser neuen Bootsklasse bei den U23-Weltmeisterschaften an den Start. Hinter Marc Weber konnte er im Finale die Silbermedaille gewinnen. Bei den Weltmeisterschaften schaffte er es nicht, sich für das A-Finale zu qualifizieren. Mit dem fünften Platz im B-Finale belegte er am Ende Platz 11. Eine Woche später gewann er in seiner Geburtsstadt Ioannina die Bronzemedaille im Einer bei der U23-Europameisterschaft.
Nachdem 2020 der Großteil der Saison abgesagt wurde, belegte er im Oktober im Einer den fünften Platz bei den Europameisterschaften. 2021 konnte er bei der europäischen Qualifikationsregatta in Varese gewinnen und sich damit für die Olympischen Spiele in Tokio qualifizieren. Bei den direkt einen Tag später stattfindenden Europameisterschaften konnte er im Vorlauf erneut seine gute Form zeigen, als er mit seinem Sieg Oliver Zeidler in den Hoffnungslauf schickte. Mit dem dritten Platz im Halbfinale konnte er sich dann für das A-Finale qualifizieren. Im Finale konnte er zwar dem Tempo von Europameister Zeidler nicht ganz folgen, war aber bis zum Schluss im Kampf um die Medaillenplätze dabei. Am Ende belegte er mit knapp einer halben Sekunde Rückstand auf eine Medaille den vierten Platz.
Douskos gewann bei den Olympischen Spielen in Tokio mit einer Zeit von 6:40,45 Minuten die Goldmedaille im Einer und stellte damit einen neuen olympischen Rekord auf.

## Internationale Erfolge
- 2014: 8. Platz U23-Weltmeisterschaften im Leichtgewichts-Doppelzweier
- 2014: 6. Platz Junioren-Weltmeisterschaften im Doppelzweier
- 2015: 12. Platz Europameisterschaften im Leichtgewichts-Doppelzweier
- 2015: Bronzemedaille U23-Weltmeisterschaften im Leichtgewichts-Zweier ohne Steuermann
- 2015: 16. Platz Weltmeisterschaften im Leichtgewichts-Vierer ohne Steuermann
- 2016: 6. Platz Olympische Spiele im Leichtgewichts-Vierer ohne Steuermann
- 2016: Silbermedaille U23-Weltmeisterschaften im Leichtgewichts-Zweier ohne Steuermann
- 2017: 13. Platz Europameisterschaften im Vierer ohne Steuermann
- 2018: Goldmedaille Mittelmeerspiele im Doppelzweier
- 2018: 4. Platz U23-Weltmeisterschaften im Zweier ohne
- 2018: 16. Platz Weltmeisterschaften im Doppelzweier
- 2018: Goldmedaille U23-Europameisterschaften im Doppelzweier
- 2019: 13. Platz Europameisterschaften im Doppelzweier
- 2019: Silbermedaille U23-Weltmeisterschaften im Einer
- 2019: 11. Platz Weltmeisterschaften im Einer
- 2019: Bronzemedaille U23-Europameisterschaften im Einer
- 2020: 5. Platz Europameisterschaften im Einer
- 2021: 4. Platz Europameisterschaften im Einer
- 2021: Goldmedaille Olympische Spiele im Einer
- 2022: Silbermedaille Europameisterschaften im Einer
- 2022: 6. Platz Weltmeisterschaften im Einer
- 2023: Silbermedaille Europameisterschaften im Einer
- 2023: 4. Platz Weltmeisterschaften im Einer
- 2024: Silbermedaille Europameisterschaften im Einer
- 2024: 6. Platz Olympische Spiele im Einer